# Bopol Mansiamina
Bopol Mansiamina (connu sous le nom de Bopol ou de Don Paolo) est un artiste auteur-compositeur, guitariste et producteur congolais, l'un des membres du groupe Les Quatre Étoiles avec Wuta Mayi, Nyboma et Syran Mbenza, né le 26 juillet 1949 à Léopoldville au Congo belge (actuellement République démocratique du Congo) et mort au Neubourg le 7 novembre 2021,.

## Biographie
Mansiamina est née le 26 juillet 1949 à Léopoldville (aujourd'hui Kinshasa, République démocratique du Congo) sous le nom de Paul Mansiamina Mfoko (ou M'Foko Mansiamina). Il a enregistré et joué de manière intensive pendant quatre décennies en tant qu'artiste solo, en tant que membre de groupes africains de premier plan et en soutien à de nombreux musiciens africains. Bopol était surtout connu pour son travail dans les années 1980 et au début des années 1990 en tant que l'un des quatre membres du supergroupe parisien Les Quatre Etoiles (les 4 étoiles).

## Discographie

### Albums solo
| Title                                            | Date            | Label                                                                | Tracks | Notes                                                           |
| ------------------------------------------------ | --------------- | -------------------------------------------------------------------- | --- | --------------------------------------------------------------- |
| The Original Innovation, Deception Motema        | 1981?           | Star Musique (USA) (SMP 6011)                                        | - "Déception Motema" - "Cardiaque ya l'amour" - "Issa Touré" - "Papy Ozonga" | With Nyboma, Dally Kimoko. Tracks may be listed in wrong order. |
| Maillot Jaune (Bopol Mansiamina & Besisimou)     | 1982            | Editions Tina (Zaire) (MAR 100)                                      | - "Maillot Jaune" - "Because No Money" - "Bety Bety" - "Zola Zola" | With Syran Mbenza                                               |
| Mariage Forcé                                    | 1982            | Star (Cote d'Ivoire) (SHA 021), Sacodis (France) (LDS 21/001) (1983) | - "Mariage Forcé" - "Yenga Yenga" - "Kala Ye Ngangu" - "Ye A Bouger" |                                                                 |
| Manuela                                          | 1983            | Syllart (France) (SYL 8301)                                          | - "Manuela" - "Controleur" - "Choisi" - "Bameli Pena" - "Bonjour Le Soleil" | With Syran Mbenza, Nyboma, Wuta Mayi                            |
| Bopol (a/k/a/ "Samedi Soir" or "Afric'Ambiance") | 1984            | Syllart (France) (SYL 8305)                                          | - "Samedi Soir" - "Madela" - "Afric' Ambiance" - "Muana Samba" | With Syran Mbenza, Ray Lema, Jean Papy                          |
| Helena (12" single) (Bopol & Innovation)         | 1984            | Syllart (France) (SYL 8310)                                          | - Helena - Oh! Motema | With Daly Kimoko, Jacob Desvarieux, Syran Mbenza, Wuta Mayi     |
| Bopol Mansiamina (a/k/a "Ca C'est Quoi")         | 1985,           | Celluloid (CEL 6749)                                                 | - "Ça c'est quoi?" - "Mu Karame" - "Makwandungu" - "Patience" - "Maizo" | With Wuta Mayi, Jean-Papi, Dally Kimoko                         |
| Serrez Ceinture                                  | 1987            | Syllart (France) (SYL 8320)                                          | - Serrez ceinture - Moi pas confiance - Houle Muke Kuela Ngue - Cousin cousine - Motema mo vire                                                                                               |                                                                 |
| Bopol                                            | 1988            | Syllart (France) (BM 004) Bleu Caraibes (France) 82426-1             | - Dada Micha - Yo Mukarame - Yo Mukarame (remix) - Ce Le - Samala - Cheri Coco (A.B.C) | Zouk record                                                     |
| Belinda                                          | 1989            | Syllart (France) (SYL 8397)                                          | - Belinda - M.F.A. - Nzungu Yakala Instrumental - Fausta Mare - Afrinight - Nzungu Yakala (CD version with "3 titres bonus" adds three tracks from Serrez Ceinture)                           |                                                                 |
| Innovation                                       | 1991 (or 1990), | B.M. Productions (BM 005)                                            | - Dienaba - Misère - Aida (instrumental) - Aida - Yembele Yembele | With Nyboma, Dally Kimoko                                       |
| Koumbe Trahison                                  | 1992            | Afro-Rythmes (France) (20611, AR 1023)                               | - Bouchira - Bamako Night - Mahele (Mix) - Afric Antilles - Koumbe Trahison - Mahele (Instrumental)                                                                                           |                                                                 |
| Akuna Matata                                     | 1997            | H&R Ents. (HR2243)                                                   | - Mama Afrika (Paris Mix) - Misere - Caresse Moin R.A. - M'Bongi - Isabella "Akuna Matata" - Mukarame "La Rumba" - Maweke Weke - La Vie - Ati Kayla - Aidara - Djeneba - Mama Africa (LA Mix) |                                                                 |

## Mort
Bopol est décédé d'un accident vasculaire cérébral au Neubourg le 7 novembre 2021.